# Selago
- Commons
- Wikispecies

Selago P. Browne é um género botânico pertencente à família Scrophulariaceae.

## Sinonímia
- Selaginella P. Beauv.

## Espécies
- Selago lacunosa Klotzsch
- «Lista completa»

## Classificação do gênero
| Sistema | Classificação                        | Referência               |
| ------- | ------------------------------------ | ------------------------ |
| Linné   | Classe Didynamia, ordem Angiospermia | Species plantarum (1753) |